# Шебеко, Франц Иванович
Франц Иванович Шебеко (1785—1845) — генерал-майор, помощник директора Пажеского корпуса. Дед генерала от кавалерии Н. И. Шебеко.

## Биография
Родился в 1785 году (по другим данным — в 1788 году), происходя из шляхты Могилевской губернии.
В военную службу вступил в 1805 году рядовым в Полоцкий пехотный полк и в 1806—1807 годах принял участие в войне против французов. Был в сражениях под Пултуском и Прейсиш-Эйлау, где и ранен был пулей в голову. Затем он был затем в Шведской кампании 1808 и 1809 годов.
Произведённый в 1808 году в офицеры, Шебеко неоднократно отличался в Отечественную войну 1812 года и последующих Заграничных походах 1813—1814 годов: за Тарутино награждён орденом св. Владимира 4-й степени, за Кацбах — орденом св. Анны 3-й степени, за Битву народов под Лейпцигом — орденом св. Анны 2-й степени, а за Шатобриенн, где ранен пулей в руку, чином штабс-капитана.
По окончании Наполеоновских войн Шебеко с 1816 по 1819 год состоял дивизионным адъютантом, затем был переведён в лейб-гвардии Гренадерский полк, в котором дослужился до чина полковника.
Назначенный в состав сводного гвардейского полка на должность командира 2-го (гренадерского) батальона, Шебеко участвовал в Персидской войне 1826 и 1827 годов, был в сражении при Джаван-Булахе и находился при взятии приступом крепости Эривани, в которую сводный полк вошел первым, за что 7 марта 1828 года был награждён алмазными знаками к ордену св. Анны 2-й степени. За отличие при осаде Аббас-Абада получил Высочайшее благоволение.
По окончании войны Шебеко был назначен членом временного правления в Персидской провинции Адербейджане, с поручением при том принять от персидского правительства следующее по договору золото в размере 80 миллионов рублей, а в 1828 году сопровождал отбитые у персиян трофеи в Москву и Санкт-Петербург. В 1829 году награждён персидским орденом Льва и Солнца 2-й степени со звездой.
В 1830 году Шебеко был переведён в Пажеский корпус и 1 января 1832 года произведён в генерал-майоры (со старшинством от 22 августа 1831 года), с назначением состоять при главном начальнике Пажеского, всех сухопутных кадетских корпусов и Дворянского полка; в 1832—1836 годах состоял также исправляющим должность помощника директора Пажеского корпуса и в 1836—1840 годах членом строительной комиссии, которой было поручено возведение зданий для Полтавского кадетского корпуса. Уволен в отставку 21 января 1843 года с производством в генерал-лейтенанты.
Умер 20 марта 1845 года в Санкт-Петербурге, похоронен на Волковом лютеранском кладбище.
Среди прочих наград Шебеко имел орден св. Георгия 4-й степени, пожалованный ему 3 декабря 1834 года за беспорочную выслугу (№ 4931 по кавалерскому списку Григоровича — Степанова).